# Carl Almenräder
Carl Almenräder   (Ronsdorf, 3 d'octubre de 1786 - Biebrich, 14 de setembre de 1846) va ser un fagotista, compositor i fabricant d'instruments alemany.

## Biografia
Carl Almenräder era fill d'un professor i el va ensenyar ell mateix a tocar el fagot quan li van donar un fagot als tretze anys. El 1810 va treballar inicialment a l'orquestra del teatre de Colònia, després es va traslladar a Frankfurt del Main el 1812, on va actuar diverses vegades com a solista fins al 1814. Va aprendre composició amb Aloys Schmitt i es va presentar al públic de Frankfurt el 1814 com a compositor i solista d'un rondó.
El 1817, Almenräder va ser contractat com a fagot a l'orquestra del teatre de Magúncia. A partir d'aquell any, va passar anys desenvolupant un fagot tècnicament sofisticat, àgil en la tècnica de toc i amb un so equilibrat. El 1819 s'instal·là a Colònia, on es dedicà a fer flautes i clarinets al taller del seu germà. El 1822, Almenräder es va unir a l'orquestra de la cort ducal de Nassau a Biebrich am Rhein i va ser contractat per les editorials musicals Schott com a consultor per a la seva producció d'instruments de vent.
El 1831, juntament amb Johann Adam Heckel (1812–1877), va fundar el seu propi taller per a la producció d'instruments de vent fusta a Biebrich. Va continuar treballant per a Schott com a corrector, afinador i proveïdor de tubs. L'any 1843 es va publicar l'extens llibre de text d'Almenräder per al seu fagot de 17 tecles, que oferia una gamma cromàtica de B1 a B2, és a dir, quatre octaves. Després de la seva mort, el seu soci Johann Adam Heckel va continuar dirigint el taller que havien fundat junts.
Després de diverses adaptacions, el fagot alemany Almenräder-Heckel té ara de 25 a 27 tecles. Es va estendre des dels països de parla alemanya i es va convertir en l'estàndard internacional al segle XX.

## Obra
Dos duets per a dos baixos, composts i dedicats al seu pare, conr. Almenräder, de Charles Almenräder, Oeuv. 10; Schott, 1825 Introducció i variacions sobre el tema "Les hores de la vida passen tan ràpid" per a fagot i piano, op. 4 The House's Last Hour, Ballad for Voice and Piano, 1833.

## Publicacions
- Tractat sobre la millora del fagot, Mainz ~ 1820.[2]